# Natação artística nos Jogos Sul-Americanos de 2022
As competições de natação artística dos Jogos Sul-Americanos de 2022 em Assunção, Paraguai, estão programadas para serem realizadas entre os dias 7 e 9 de outubro de 2022 no Centro Acuático Nacional.
Uma competição de equipe feminina e de dueto foi disputada. Um total de sete equipes de CONs inscritos em uma ou ambas as competições. As duas melhores equipes do evento por equipes se classificaram para as competições de natação artística dos Jogos Pan-Americanos de 2023 (dueto e equipe), junto com Chile, a nação anfitriã. Os dois melhores países do dueto não classificados no evento por equipes também qualificaram sua dupla para os jogos.

## Resumo de medalhas

### Quadro de medalhas
*   país anfitrião (PAR Paraguai)
| Pos.               | País               | Ouro | Prata | Bronze | Total |
| ------------------ | ------------------ | ---- | ----- | ------ | ----- |
| 1                  | BRA Brasil         | 2    | 0     | 0      | 2     |
| 2                  | COL Colômbia       | 0    | 2     | 0      | 2     |
| 3                  | CHI Chile          | 0    | 0     | 2      | 2     |
| Total (3 entradas) | Total (3 entradas) | 2    | 2     | 2      | 6     |

### Medalhistas
| Evento | Ouro | Prata | Bronze |
| ------ | --- | --- | --- |
| Dueto  | Jullia Soares Laura Miccuci BRA Brasil | Estefania Roa Melissa Ceballos COL Colômbia | Soledad García Trinidad García CHI Chile |
| Equipe | Ana Nunes Anna Veloso Celina Rangel Gabriela Teixeira Jullia Soares Laura Miccuci Luiza Rodrigues Luiza dos Santos Vitoria Casale BRA Brasil | Estefania Roa Isabella Franco Jennifer Cerquera Jhoselyne Taborda Kerly Barrera Laura Marquez Melissa Ceballos Monica Arango Valentina Orozco COL Colômbia | Antonia Mella Fiona Prieto Isidora Letelier Josefa Morales Rocio Vargas Soledad García Theodora Garrido Trinidad García Valentina Valdivia CHI Chile |

## Participação
Sete nações participarão dos eventos de natação artística dos Jogos Sul-Americanos de 2022.
- Argentina
- Brasil
- Chile
- Colômbia
- Peru
- Uruguai
- Venezuela